# Phare de Svaneke
Le phare de Svaneke (en danois : Svaneke Fyr) est un phare au Danemark. Il est situé au sud-est du port de Svaneke, sur l’île de Bornholm. La hauteur totale de la tour est de 18 mètres.

## Histoire et description
En mars 1914, à cause du vent et du brouillard, la goélette polonaise Louise & Helene s’échoue à Hullenakke, au large de Svaneke. Comme la Pologne n’existait pas en tant qu’État indépendant à cette époque, le navire aurait dû être correctement identifié comme provenant de l’Empire allemand, le pays qui contrôlait la côte baltique de la région jusqu’après la Première Guerre mondiale et la création de la Pologne. Le navire s’est brisé sur les rochers et son équipage de trois personnes s’est noyé. En conséquence, le conseil municipal a fourni un terrain pour bâtir un phare sur Hullenakke. L’architecte Otto Bertlesen a été invité à concevoir le bâtiment, qui a été achevé en 1919. La base du bâtiment, de forme carrée plutôt inhabituelle, est en granit Nexø tandis que la tour elle-même, construite en grès, fait 15 mètres de hauteur. En janvier 1920, un feu temporaire a été placé sur la plate-forme. En août 1920, les derniers accessoires ont été ajoutés et le phare est entré en pleine activité. Comme le phare devait également fournir des avertissements par temps de brouillard, une corne de brume a été installée. Elle fonctionnait avec de l’air comprimé fourni par un moteur situé dans la salle des machines. Des quartiers d’habitation pour le gardien de phare et sa famille ont également été construits sur le site. Le phare a été mis hors service en 2010, et vendu à des propriétaires privés l’année suivante, après que la protection du patrimoine lui ait été refusée,

## Emplacement
Le phare est situé sur Sandkås Odde à l’est du port de pêche de Svaneke, près d’une petite crique connue sous le nom de Hullehavn qui est réputée pour la baignade.